# Somon Makhmadbekov
Somon Makhmadbekov (født 24. marts 1999) er en tadsjikiansk judoka.
Han konkurrerede i mændenes 73 kg-stævne ved sommer-OL 2020 i Tokyo, Japan. Mens han ved Sommer-OL 2024 i Paris blev han en 3. plads med Lee Joon-hwan i mændenes 81 kg-konkurrence.